# Vi vil ha' Øl
Vi vil ha' Øl er en ølvise skrevet af Julius Strandberg og komponeret af Carl Erichsen og som udkom i første gang i 1886.
Julius Strandberg skrev i sin dagbog for 7. maj 1886: "Jeg var en Tur med Anna og Olaf paa Amager, hvor jeg første Gang i lang Tid drak en Bajer. Jeg skrev en Vise: Carlsberg-Øl." Visen var en del af en bølge af populære ølviser som inddrog bryggeriet Carlsberg i teksten. Det skete i en periode hvor Carlsberg havde sikret sit stilling som Danmarks førende bryggeri.
Visen blev anset som Carlsbergs "nationalsang", på grund af dens omkvæd, som lyder:
| Citat | Vi vil ha' Øl, vi vil ha' Øl, vi vil ha' Gam-le Carls-berg Øl. | Citat |
|       |                                                                |       |

Sangen blev meget populær og opført i adskillige revyer og potpurrier de næste mange årtier. 